# Niżni Ciężki Przechód
Niżni Ciężki Przechód (niem. Unterer Verborgener Durchgang, słow. Nižný český priechod, węg. Alsó-Csehtavi-átjáró, ok. 1910 m) – przełączka w bocznej, wschodniej grani Niżnich Rysów w Tatrach Słowackich. Znajduje się w górnej części południowo-wschodniej grani Ciężkiej Turni pomiędzy Ciężkim Kopiniakiem i najniższą częścią tej grani. 
Jest to częściowo piarżysty, częściowo porośnięty kosodrzewiną, prawie poziomy odcinek grani. W ścianach opadających na Ciężki Taras znajduje się poziomy i trawiasty taras ciągnący się przez ścianę Ciężkiego Kopiniaka. Od dołu porastają go płaty kosodrzewiny.  Na wschodnią stronę opadają z Niżniego Ciężkiego Przechodu prawie pionowe ściany, w których na północ ciągnie się trawiasta, wąska półka, po około 60 m dochodząca do dna Ciężkiego Koryta.
Władysław Cywiński zaleca przejście przez Niżni Ciężki Przechód jako jeden z dwóch najłatwiejszych sposobów osiągnięcia Ciężkiego Koryta i przejście nim i Spadowym Przechodem na wierzchołek Ciężkiej Turni. Zalecane przez Witolda Henryka Paryskiego w przewodniku wspinaczkowym przejście przez Wyżni Ciężki Przechód uważa za nieporozumienie. Z przejścia tego na południe, na Ciężki Taras, opada prosty żleb o szerokości około 20 m i różnicy wysokości 130 m. Prawe (patrząc od dołu) ograniczenie żlebu tworzą lite ściany Ciężkiej Baszty, lewe, również lite skały filara Ciężkiej Turni. Śnieg zalega w żlebie zazwyczaj do połowy lipca, gdy stopnieje, żleb jest bardzo kruchy. Z tego powodu jest dużo łatwiejszy do przejścia zimą, niż latem. Prowadzi nim droga wspinaczkowa ze Zmarzłego Kotła przez Wyżni Ciężki Przechód i Ciężkie Koryto. Po raz pierwszy żlebem przeszedł Zbigniew Korosadowicz 22 grudnia 1931 r. Pierwsze przejście letnie: Róża Drojecka, Tadeusz Orłowski i Jerzy Panek 31 lipca 1938 r. Określili przejście żlebem jako nieco trudne. Jednak Władysław Cywiński idąc nim 28 sierpnia 1999 r., i kilka godzin później idący tym żlebem Edward Lichota określili trudność na III w skali tatrzańskiej, podobnie zespół Z. Kiszela i G. Sowy, który schodząc nim musiał stosować sztywną asekurację. Przewodnik wspinaczkowy W.H. Paryskiego być może korzystał z opisu pierwszych jego zdobywców.
Autorem nazwy Niżniego Ciężkiego Przechodu jest Władysław Cywiński. Zalecane przez niego przejście ze Zmarzłego Kotła przez ten przechód i dalej Ciężkim Korytem i Spadowym Przechodem na szczyt Ciężkiej Turni  jest łatwe – miejscami I w skali tatrzańskiej.

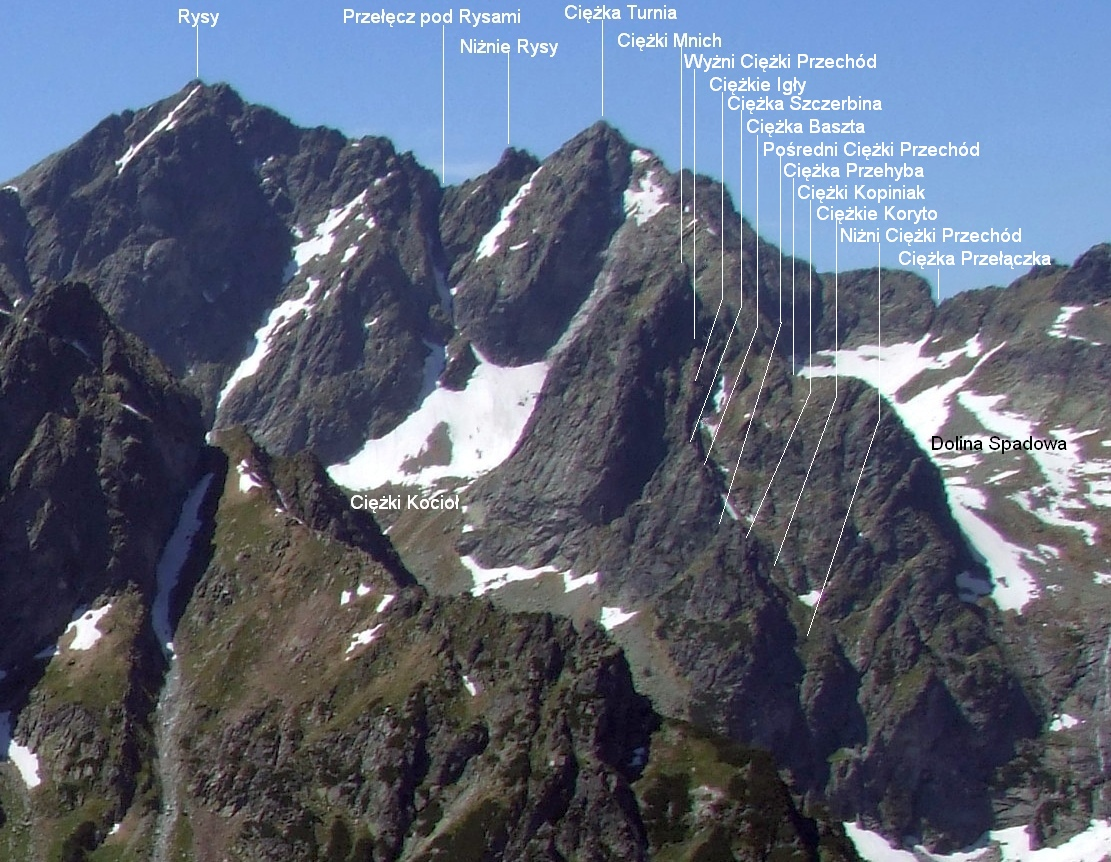
Widok z Doliny Białej Wody